# Marsilea berhautii
Marsilea berhautii är en klöverbräkenväxtart som beskrevs av Tard. Marsilea berhautii ingår i släktet Marsilea och familjen Marsileaceae.
IUCN kategoriserar arten globalt som livskraftig (LE). Inga underarter finns listade.